# Haus von Cupido und Psyche

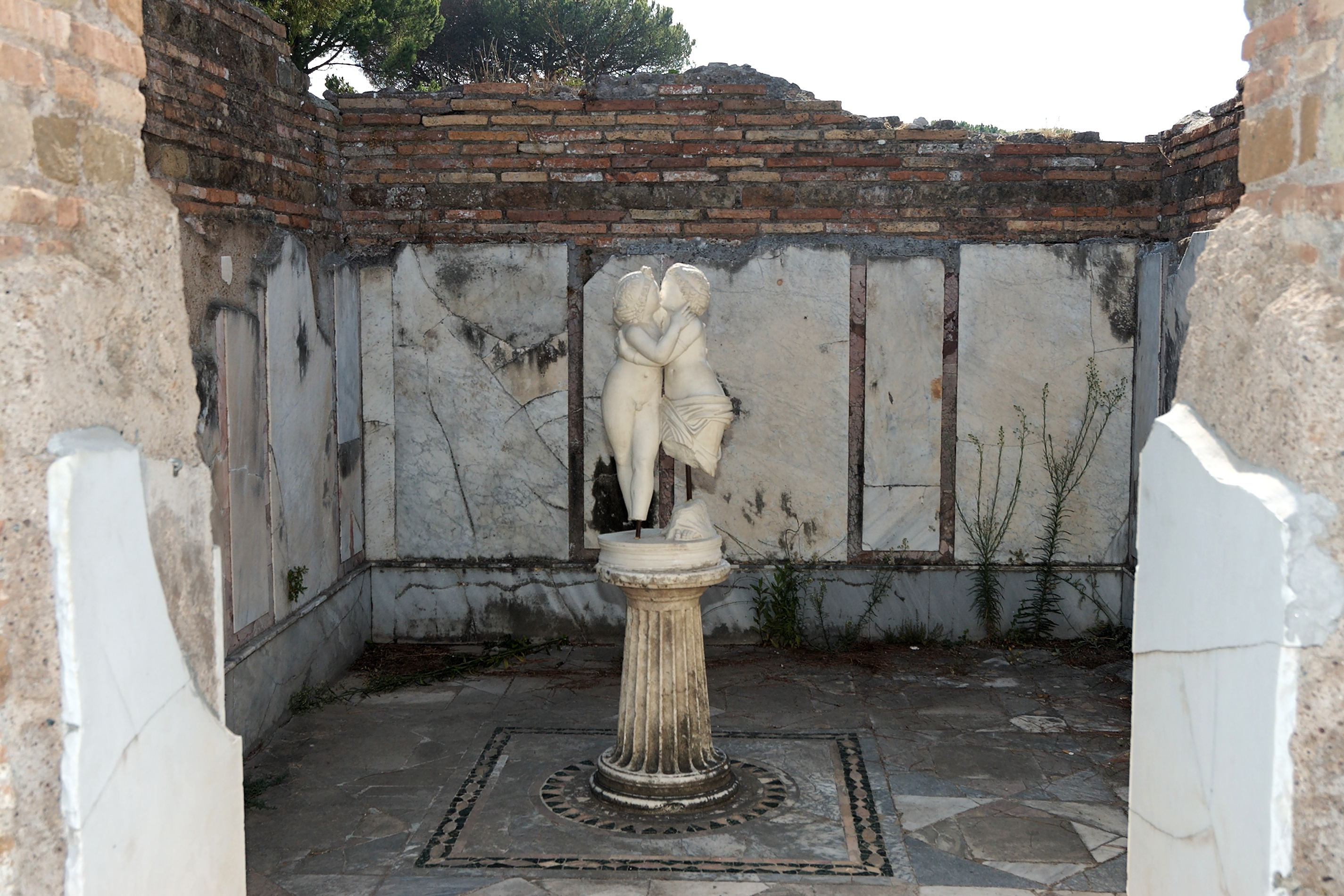
Raum im Haus von Cupido und Psyche

Haus von Cupido und Psyche (auch Haus von Amor und Psyche; italienisch Domus di Amore e Psiche) ist der moderne Name eines reichen Wohnhauses des 4. Jahrhunderts in Ostia (I, XIV, 5). Es wurde 1938 ausgegraben.
Das elegante Haus wurde in ein altes, ruiniertes Mietshaus hineingebaut. Das neue Haus hatte einen Mittelgang, der es in zwei Teile gliederte. Auf der Ostseite befand sich ein kleiner Garten mit einem Nymphäum. Der Garten war durch korinthische Säulen begrenzt. Auf der anderen Seite gab es vier Räume, eine Toilette und eine Treppe zu einem oberen Stockwerk. Am Ende des Ganges befindet sich der größte Raum des Hauses mit 7,5 mal 7, 5 n. Auch seine Wände und der Fußböden sind mit bunten Marmor verkleidet. Neben dem Eingang befindet sich eine Tür. Hier fand sich auch eine Wasserleitung, die andeutet, dass die Nische als Springbrunnen fungierte.
Die Wände des Hauses waren reich mit Marmor (opus sectile) verkleidet. Das Gleiche gilt für die Fußböden. In einem Raum fand sich die dem Haus den Namen gebende Gruppe von Cupido und Psyche, doch wurde der genaue Fundort vom Ausgräber nicht notiert. Die originale Figur befindet sich im Museum auf dem Ausgrabungsgelände, während vor Ort eine Kopie aufgestellt ist. Das Haus ist ein guter Beleg für die reiche Verwendung von Marmor in Häusern dieser Zeit, wogegen Wandmalereien kaum noch eine Rolle spielten.